# Danh sách truy tôn vua chúa Việt Nam
Trong lịch sử Việt Nam thời kỳ phong kiến, có một số người dù chưa hề làm vua, nhưng do có quan hệ thân thích với dòng họ các vua chúa nên được các vương triều truy tôn danh hiệu vua chúa. Tương tự như một số nước Trung Quốc và Triều Tiên.

## Thân thế
Những người được truy tôn vua chúa có nhiều xuất phát điểm khác nhau:
- Với những người là tổ tiên, cha mẹ của vua khai quốc một triều đại, thì phần nhiều trong số họ đã qua đời khi còn là thân phận thường dân hoặc có chức tước rất nhỏ trong bộ máy triều đại cũ. Sau này con cháu họ thăng tiến và tiến đến thay thế triều đại cũ, họ được truy tôn danh hiệu như các vị vua (miếu hiệu và thụy hiệu).
- Một số người sống và tạo dựng thế lực tại địa phương, đến đời con cháu dựa trên cơ nghiệp để tiến hành các cuộc chiến tranh giải phóng (như Lê Lợi) hay dựa vào triều đình cũ đang suy tàn để trấn áp các lực lượng cát cứ (như Trần Lý, Trần Thừa).
- Với những người là ông, cha của các thành viên tông thất, vì một lý do nào đó, chi đang giữ ngôi báu bị tuyệt tự, con cháu họ được hoàng gia chọn làm người kế vị, do đó họ được truy tôn. Khi còn sống, với quan hệ thân thích trong hoàng gia, họ có tước hầu, công hoặc thậm chí tước vương; họ có thể có một quận, huyện cai trị riêng hoặc chỉ có danh hiệu ăn lộc mà không có đất phong. Người con, cháu được chọn lên ngôi báu của họ, một mặt truy tôn vị vua cũ (thường là vị vua cũ nhận con, cháu họ làm con mình, lập làm thái tử) như cha mẹ, một mặt vẫn tôn vinh cha, ông đã sinh ra mình.
- Đặc biệt hơn là có những trường hợp còn sống khi con trai trở thành Hoàng đế. Những trường hợp này khi sống sẽ trở thành Thái thượng hoàng của triều đại đó (như Sùng Hiền hầu, Trần Thừa). Khi chết họ vẫn được truy tôn miếu hiệu và thụy hiệu.

## Danh sách
| STT | Triều đại         | Miếu hiệu        | Thụy hiệu                                                                                               | Họ tên             | Sinh | Mất  | Người truy tôn               |
| --- | ----------------- | ---------------- | --- | ------------------ | ---- | ---- | ---------------------------- |
| 1   | Nhà Tiền Lê       |                  | Trường Hưng vương                                                                                       | Lê Mịch            | ?    | ?    | Lê Đại Hành                  |
| 2   | Nhà Lý            |                  | Hiển Khánh vương                                                                                        | (cha Lý Thái Tổ)   | ?    | ?    | Lý Thái Tổ                   |
| 3   | Nhà Lý            |                  | Cung Hoàng đế                                                                                           | (cha Lý Thần Tông) | ?    | 1130 | Lý Thần Tông                 |
| 4   | Nhà Trần          | Mục Tổ           | Ý Hoàng đế                                                                                              | Trần Kinh          | ?    | ?    | Trần Thái Tông Trần Anh Tông |
| 5   | Nhà Trần          | Ninh Tổ          | Cung Hoàng đế                                                                                           | Trần Hấp           | ?    | ?    | Trần Thái Tông Trần Anh Tông |
| 6   | Nhà Trần          | Nguyên Tổ        | Chiêu Hoàng đế                                                                                          | Trần Lý            | ?    | 1210 | Trần Thái Tông Trần Anh Tông |
| 7   | Nhà Trần          | Huy Tông Thái Tổ | Khai Vận Lập Cực Hoằng Nhân Ứng Đạo Thuần Chân Chí Đức Thần Vũ Thánh Văn Thùy Dụ Chí Hiếu Hoàng đế      | Trần Thừa          | 1184 | 1234 | Trần Thái Tông               |
| 8   | Nhà Trần          |                  | Hoàng Thái bá                                                                                           | Trần Nguyên Dục    | ?    | ?    | Dương Nhật Lễ                |
| 9   | Nhà Lê sơ         | Cao Thượng Tổ    | Minh Hoàng đế                                                                                           | Lê Hối             | ?    | ?    | Lê Thái Tổ                   |
| 10  | Nhà Lê sơ         | Hiến Tổ          | Chiêu Đức Trạch Hoàng đế                                                                                | Lê Đinh            | ?    | ?    | Lê Thái Tổ                   |
| 11  | Nhà Lê sơ         | Tuyên Tổ         | Hiến Văn Phúc Hoàng đế                                                                                  | Lê Khoáng          | ?    | ?    | Lê Thái Tổ                   |
| 12  | Nhà Lê sơ         | Đức Tông         | Phối Thiên Dụ Thánh Ôn Lương Quang Minh Văn Triết Khoang Hoằng Chương Tín Tuy Hư Mục Hiếu Kiến Hoàng đế | Lê Tân             | 1466 | 1502 | Lê Tương Dực Lê Chiêu Tông   |
| 13  | Nhà Lê sơ         | Minh Tông        | Triết hoàng đế                                                                                          | Lê Sùng            | ?    | 1509 | Lê Chiêu Tông                |
| 14  | Nhà Mạc           |                  | Kiến Thủy Khâm Minh Văn Hoàng đế                                                                        | Mạc Đĩnh Chi       | 1280 | 1346 | Mạc Thái Tổ                  |
| 15  | Nhà Mạc           |                  | Hoằng Cơ Đốc Thiện Tuyên Hưu Hoàng đế                                                                   | Mạc Dao            | ?    | ?    | Mạc Thái Tổ                  |
| 16  | Nhà Mạc           | Dụ Tổ            | Triệu Phúc Hoằng Đạo Tích Đức Hoàng đế                                                                  | Mạc Thúy           | ?    | 1410 | Mạc Thái Tổ                  |
| 17  | Nhà Mạc           | Ý Tổ             | Hồng Khánh Uyên Triết Anh Duệ Hoàng đế                                                                  | Mạc Tung           | ?    | ?    | Mạc Thái Tổ                  |
| 18  | Nhà Mạc           | Hoằng Tổ         | Thuần Hiến Tuy Hưu Đốc Cung Hoàng đế                                                                    | Mạc Bình           | ?    | ?    | Mạc Thái Tổ                  |
| 19  | Nhà Mạc           | Chiêu Tổ         | Quang Liệt Cơ Mệnh Hoàng đế                                                                             | Mạc Hịch           | ?    | ?    | Mạc Thái Tổ                  |
| 20  | Nhà Lê Trung Hưng |                  | Hoằng Dụ Vương                                                                                          | Lê Trừ             | ?    | ?    | Lê Anh Tông                  |
| 21  | Nhà Lê Trung Hưng |                  | Hiển Công vương                                                                                         | Lê Khang           | ?    | ?    | Lê Anh Tông                  |
| 22  | Nhà Lê Trung Hưng |                  | Quang Nghiệp vương                                                                                      | Lê Thọ             | ?    | ?    | Lê Anh Tông                  |
| 23  | Nhà Lê Trung Hưng |                  | Trang Giản vương                                                                                        | Lê Duy Thiệu       | ?    | ?    | Lê Anh Tông                  |
| 24  | Nhà Lê Trung Hưng | Hiếu Tông        | Nhân Hoàng đế                                                                                           | Lê Duy Khoáng      | ?    | ?    | Lê Anh Tông                  |
| 25  | Nhà Lê Trung Hưng | Hựu Tông         | Diễn Hoàng đế                                                                                           | Lê Duy Vỹ          | ?    | 1771 | Lê Mẫn Đế                    |
| 26  | Nhà Nguyễn        | Triệu Tổ         | Di Mưu Thùy Dụ Khâm Cung Huệ Triết Hiển Hựu Hoành Hưu Tế Thế Khải Vận Nhân Thánh Tĩnh Hoàng đế          | Nguyễn Cam         | 1468 | 1545 | Nguyễn Thế Tổ                |
| 27  | Nhà Nguyễn        | Thái Tổ          | Triệu Cơ Tùy Thống Khâm Minh Cung Úy Cần Nghĩa Đạt Lý Hiển Ứng Chiêu Hựu Diệu Linh Gia Dụ Hoàng đế      | Nguyễn Hoàng       | 1525 | 1613 | Nguyễn Thế Tổ                |
| 28  | Nhà Nguyễn        | Hy Tông          | Hiển Mô Quang Liệt Ôn Cung Minh Duệ Dực Thiện Tuy Du Hiếu Văn Hoàng đế                                  | Nguyễn Phúc Nguyên | 1563 | 1635 | Nguyễn Thế Tổ                |
| 29  | Nhà Nguyễn        | Thần Tông        | Thừa Cơ Toàn Thống Quân Minh Hùng Nghị Uy Đoán Anh Vũ Hiếu Chiêu Hoàng đế                               | Nguyễn Phúc Lan    | 1600 | 1648 | Nguyễn Thế Tổ                |
| 30  | Nhà Nguyễn        | Thái Tông        | Hiếu Triết hoàng đế                                                                                     | Nguyễn Phúc Tần    | 1620 | 1687 | Nguyễn Thế Tổ                |
| 31  | Nhà Nguyễn        | Anh Tông         | Thiệu Hư Toản Nghiệp Khoan Hồng Bác Hậu Ôn Huệ Từ Tường Hiếu Nghĩa Hoàng đế                             | Nguyễn Phúc Thái   | 1649 | 1691 | Nguyễn Thế Tổ                |
| 32  | Nhà Nguyễn        | Hiển Tông        | Anh Mô Hùng Lược Thánh Minh Tuyên Đạt Khoan Từ Nhân Thứ Hiếu Minh Hoàng đế                              | Nguyễn Phúc Chu    | 1667 | 1725 | Nguyễn Thế Tổ                |
| 33  | Nhà Nguyễn        | Túc Tông         | Tuyên Quang Thiệu Liệt Tuấn Triết Tĩnh Uyên Kinh Văn Vĩ Vũ Hiếu Ninh Hoàng đế                           | Nguyễn Phúc Chú    | 1697 | 1738 | Nguyễn Thế Tổ                |
| 34  | Nhà Nguyễn        | Thế Tông         | Kiền Cương Uy Đoán Thần Nghị Thánh Du Nhân Từ Duệ Trí Hiếu Vũ Hoàng đế                                  | Nguyễn Phúc Khoát  | 1714 | 1765 | Nguyễn Thế Tổ                |
| 35  | Nhà Nguyễn        | Duệ Tông         | Thông Minh Khoan Hậu Anh Mẫn Huệ Hòa Hiếu Định Hoàng đế                                                 | Nguyễn Phúc Thuần  | 1754 | 1777 | Nguyễn Thế Tổ                |
| 36  | Nhà Nguyễn        |                  | Duệ Tiết Ôn Lương Anh Duệ Minh Đạt Tuyên vương                                                          | Nguyễn Phúc Hiệu   | 1729 | 1760 | Nguyễn Thế Tổ                |
| 37  | Nhà Nguyễn        |                  | Cung Mẫn Anh Đoán Huyền Mặc Vĩ Văn Mục vương                                                            | Nguyễn Phúc Dương  | ?    | 1777 | Nguyễn Thế Tổ                |
| 38  | Nhà Nguyễn        | Hưng Tổ          | Nhân Minh Cẩn Hậu Khoan Dụ Ôn Hòa Hiếu Khang Hoàng đế                                                   | Nguyễn Phúc Luân   | 1733 | 1765 | Nguyễn Thế Tổ                |